# Aloe turgida
Aloe turgida é uma espécie de liliopsida do gênero Aloe, pertencente à família Asphodelaceae.